# فیرنس کریک (کالیفرنیا)
فیرنس کریک (به انگلیسی: Furnace Creek) یک منطقهٔ مسکونی در ایالات متحده آمریکا است که در شهرستان اینیو، کالیفرنیا واقع شده‌است. فیرنس کریک ۸۱٫۴۸۷ کیلومتر مربع مساحت و ۲۴ نفر جمعیت دارد و -۵۸ متر بالاتر از سطح دریا قرار دارد.